# Волтурара Ирпина
Волтура̀ра Ирпѝна (на италиански: Volturara Irpina; на неаполитански: Otrale, Отрале) е малко градче и община в Южна Италия, провинция Авелино, регион Кампания. Разположено е на 688 m надморска височина. Населението на общината е 4103 души (към 2010 г.).